# رایسا فئودجیو
رایسا فئودجیو (انگلیسی: Raissa Feudjio؛ زادهٔ ۲۹ اکتبر ۱۹۹۵) بازیکن فوتبال اهل کامرون است.

وی همچنین در تیم ملی فوتبال زنان کامرون بازی کرده‌است.